# توم جونستون (سياسي كندي)
توم جونستون هو سياسي كندي، ولد في 19 يونيو 1881، وتوفي في 11 سبتمبر 1969. انتخب عضو المجلس التشريعي من ساسكاتشوان.